# Who is this who is coming?
Who is this who is coming? is een studioalbum van The Future Kings of England. Het conceptalbum is opgenomen in The Attic geluidsstudio, ergens in Suffolk, thuisbasis van de band. Het grotendeels instrumentale album is gebaseerd op het griezelverhaal Oh, whistle, and I’ll come to you my lad uit de bundel Ghost stories of an antiqary van Montague Rhodes James.
Op de achterkant van de platenhoes werd Quis est iste, qui venit? afgedrukt, zijnde de tekst die de professor uit het verhaal aantreft op een fluitje.

## Musici
- Ian Fitch – gitaar
- Karl Mallet – basgitaar
- Steven Mann – toetsinstrumenten
- Simon Green – slagwerk

## Muziek
| Nr. | Titel                      | Duur  |
| --- | -------------------------- | ----- |
| 1.  | Journey to the coast       | 2:04  |
| 2.  | The Globe Inn              | 4:26  |
| 3.  | Finding the whistle        | 2:01  |
| 4.  | Watcher (part one)         | 1:56  |
| 5.  | Who is this who is coming? | 9:09  |
| 6.  | Convinced disbeliever      | 3:59  |
| 7.  | Watcher (part two)         | 1:59  |
| 8.  | A face crumpled linen      | 10:17 |
| 9.  | Spectacle of a scarecrow   | 5:54  |